# Виборзький трактат

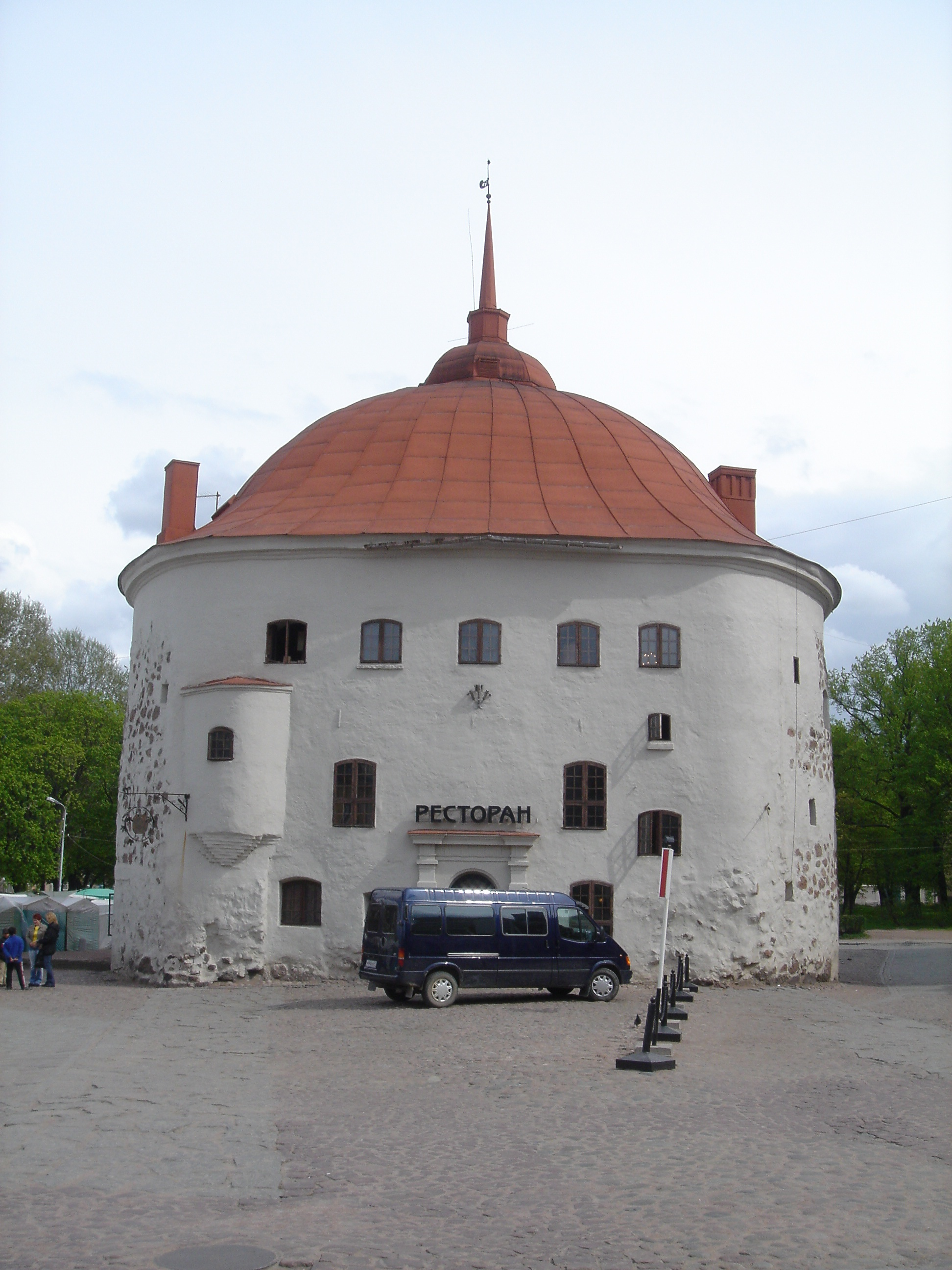
Кругла вежа в Виборзі, в якій відбулось підписання трактату

Виборзький трактат — пакет з семи документів, підписаних в Виборзі протягом 1609 року між Швецією і Московським царством, про надання Швецією військової допомоги Московському царству.
За умовами договору і секретного протоколу до нього Швеція в обмін на фортецю Корела з повітом надавала уряду московського царя Василя Шуйського корпус найманців, який мав оплачувати московський уряд.
У секретному протоколі обумовлювалося, що після закінчення 3 тижнів після переходу шведськими військами кордону, командувачу шведським корпусом будуть вручені підтвердні грамоти, підписані Михайлом Скопин-Шуйським, а по закінченні ще 8 тижнів — грамоти, підписані царем. Корела повинна була передана одночасно з царськими грамотами з тією умовою, що її жителі можуть покинути місто.
На виконання цього договору в 1609-1610 роках Швеція знарядила експедиційний корпус під командуванням Якоба Делаґарді, який 25-26 березня 1610 року перейшов кордон Московського царства і брав участь у боях проти прихильників Лжедмитрія II і польського війська.
Після прибуття корпусу Делагарді до Новгорода, Скопин-Шуйський дійсно передав йому підтвердні грамоти на договір і секретний протокол, але в обумовлений термін і опісля цього Делагарді царські грамоти вручені не були, а місто Корела не було передане.
4 липня 1610 року в битві під Клушином на Смоленщині корпус Делагарді, що входив до складу війська Дмитра Шуйського (брата московського царя Василя Шуйського) був покинутий сам на сам проти польського війська гетьмана Станіслава Жолкевського — близько 30 тис. московського війська просто розбіглося по лісах. В цей час Дмитро Шуйський з 5000 стрільців і 18 гарматами просидів у власному обозі і ніяк не підтримав власне військо. В результаті, корпус Делагарді, відносно якого не були виконані умови договору і який на той момент не отримував платні, перейшов на бік поляків і надалі почав діяти самостійно.
Після повалення Василя Шуйського, Делагарді через невиконання московською владою умов договору в 1610–1613 роках захопив Новгород і ряд інших північних міст Московського царства, ще більш втягнувши Швецію у московську Смуту. Уряд Михайла Романова протягом 1614–1617 вів переговори про припинення окупації, проте шведи, відповідно до умов Виборзького трактату наполягали на територіальних поступках. Переговори проходили в обставинах неодноразового поновлення бойових дій і завершилися підписанням Столбовського миру, за яким Московське царство поступилось Швеції значними територіями, втратило вихід до Балтійського моря і виплатило контрибуцію в 20 тисяч срібних рублів (980 кг срібла).